# Brad Sherwood
Bradley Ramone Sherwood (ur. 24 listopada 1964 w Chicago) – amerykański aktor, komik i prezenter. Pracował w branży rozrywkowej również jako scenarzysta i producent.
Sherwood dorastał w Santa Fe w stanie Nowy Meksyk, zaczął występować na scenie już w wieku ośmiu lat. Uczęszczał do Santa Fe Preparatory School i ukończył Santa Fe High School. Ukończył studia aktorskie na Wright State University i w krótkim czasie znalazł pracę w Hollywood. Jego pierwszą prawdziwą rolą był komediowy skecz The Newz. Jednocześnie zaliczył kilka gościnnych występów w serialu L.A. Law. Kilkakrotnie wystąpił w talk show The Tonight Show. Występuje regularnie na kanale VH1 jako komentator.
Od 1992 Sherwood był wielokrotnie zapraszany do programu improwizatorskiego Whose Line Is It Anyway?. Po zakończeniu produkcji Whose Line, Sherwood skupił się na występach typu stand-up występując między innymi w Jane White Is Sick And Twisted w 2002. Prowadził również amerykańskie wersje teleturniejów Randka w ciemno (1997-98), The Big Moment (1999) i To Tell the Truth (2000).
Wspólnie z Colinem Mochrie występują w Stanach Zjednoczonych i Kanadzie, przedstawiając klasyczne gry improwizatorskie pochodzące z programu Whose Line.
8 marca 2007 Sherwood i Mochrie poprowadzili program Press Correspondents' Dinner with the President, w którym m.in. zachęcili doradcę prezydenta George'a Busha, Karla Rove, do rapowania.